# Georg Türke (Künstler)
Robert Georg Türke (* 27. November 1884 in Cölln bei Meißen; † 30. Januar 1972 in Meißen) war ein deutscher Bildhauer, Graphiker und Zeichner und Medailleur.

## Leben

### Kindheit
Türke wurde in Cölln bei Meißen als zweites von vier Geschwistern geboren. Sein Vater Robert Ernst Türke war zunächst Fleischer und arbeitete später als Unterglasurmaler bei der Königlich-Sächsischen Porzellanmanufaktur. Er besuchte die Grundschule in Zscheila; die letzten drei Schuljahre verbrachte er an der Volksschule Pestalozzi in Meißen. Bereits in dieser Zeit modellierte er mit Ton. Im Jahr 1898 beendete er die Grundschule.

### Ausbildung und Studium
Georg Türke besuchte zunächst die Zeichen- und Malschule in Meißen. Im Jahr 1899 besuchte er die Vorbereitungsschule der Königlich-Sächsischen Gewerbeschule. 1901 wurde er in die Modellierklasse der Gewerbeschule aufgenommen und studierte bei Hugo Spieler. Gleichzeitig absolvierte er einige Semester im Fach Architektur. Im Jahr 1904 wechselte er zur Königlich-Sächsischen Kunstakademie und setzte in der Oberklasse für Bildhauer sein Studium bei Karl Heinrich Epler fort. Nach dessen Tod im Jahr 1905 war er Schüler bei Johannes Schilling. In dieser Zeit schuf er seine erste bedeutende Büste, die seine Mutter Agnes darstellte.
Noch als Student bewarb er sich für Wettbewerbe für Kleinplastik und kleine Ausstellungen im Rahmen der Kunstakademie. Ende 1906 ging Schilling in den Ruhestand und so wurde Selmar Werner sein neuer Lehrer. Im Wintersemester 1907 übernahm Georg Wrba die Bildhauerklasse und Georg Türke wurde sein Meisterschüler. Für die Akademie entwarf er neue Auszeichnungsmedaillen, diese vergab der akademische Rat für hervorragende Leistungen in groß und klein jeweils in Gold, Silber oder Bronze. Die Medaillen wurden von der Firma Glaser & Sohn in Dresden geprägt. Um 1910 erhielt er die große Anerkennungsmedaille in Silber der Kunstakademie. Im Jahr 1911 beendete er sein Studium.

### Werdegang bis 1945
Im Jahr 1911 begann er seine selbständige Arbeit als bildender Künstler in Dresden, sein Atelier befand sich auf der Paul-Gerhardt-Straße 19 in Dresden-Striesen. Im gleichen Jahr wurde er Mitglied in der Dresdner Künstlervereinigung und nutzte deren Ausstellungen zur Präsentation eigener Werke. Er schuf zahlreiche verschiedene Bauplastiken für die Bauten der Architekten Arthur J. Bohlig, Schilling & Graebner, Karl Kunze, Fred Otto, Wilhelm Kreis, Paul Beckert, W. Schubert und Hans Reissinger. Zum Jahresende 1914 wurde sein künstlerisches Wirken unterbrochen, als er zum Krieg an der Westfront einberufen wurde. Im Jahr 1916 erlitt er bei einem Granatenbeschuss schwere Verletzungen an der Wirbelsäule. Erst im Jahr 1918 wurde er aus dem Lazarett und der Armee entlassen. Die wirtschaftliche Lage zwang ihn, vorübergehend in Polen zu arbeiten. Später kehrte er nach Deutschland zurück und wurde Militärschreiber. Nach 1919 begann er wieder mit seiner künstlerischen Arbeit.
Die Stadt Dresden ermöglichte ihm mit der Neuausgestaltung des Westendparks in Dresden-Plauen (heute Fichtepark) einen Neubeginn. Für neun kriegsheimgekehrte Bildhauer war es, auch dank der großzügigen Bienertstiftung, möglich, ihre Existenz zu verbessern. So setzten diese Künstler – Oskar Aurich, Arthur Ernst Berger, Paul Lindau, Franz Weschke, Georg Türke, Arthur Selbmann, Paul Polte und Rudolf Gerbert – eine Skulpturenwiese und mit Vasen geschmückte Freitreppen aus den Planungen des Bauamtmannes Karl Hirschmann um.
In diesen wirtschaftlich schweren Zeiten entstanden in den Gemeinden Gedenktafeln, Denkmale und Gedenksteine für die Gefallenen des Ersten Weltkriegs. Im Jahr 1923 verlegte Türke sein Atelier in die Ammonstraße 9, ein Künstlerhaus der Kunstakademie mit mehreren Ateliers. 1930 wurde er Mitglied in der Dresdner Kunstgenossenschaft des Wirtschaftsverbandes Dresdner Künstler und im Sächsischen Kunstverein. Im gleichen Jahr stellte er erstmals im Glaspalast in München aus. Türke war von 1937 bis 1944 auf allen Großen Deutschen Kunstausstellungen in München mit Werken vertreten, die dem Kunstgeschmack der Nazi-Zeit gerecht wurden. 1940 zeigte er dort die Gips-Statue „Führer befiel, wir folgen“. 1938 erwarb Hitler die 2-Figuren-Gruppe „Sportkameraden“, „Der Verkünder“ und „Sieger mit Deutschem Gruß“ und Baldur von Schirach „Steig hoch du roter Adler“, 1944 Martin Bormann „Haarflechterin“ (heute im Bestand der Staatlichen Kunstsammlung München).
Im Jahr 1936 entstand das Werk Schiffahrt/Schifferei, eine überlebensgroße Figurengruppe für die Dresdner Gartenausstellung. Ende des Jahres 1944 wurde er als Unteroffizier zur Wehrmacht einberufen und versah seinen Dienst in Dresden. Bei den Bombenangriffen auf Dresden am 13. Februar 1945 verlor er alle seine im Atelier befindlichen Kunstwerke, darunter seine umfangreiche Graphiksammlung.

### Werdegang nach 1945
Obdachlos geworden, zog Türke mit seiner Familie wieder nach Meißen und arbeitete dort zunächst als Gärtner. Im Jahr 1946 machte er in einem kleinen Atelier in der Zscheilaer Straße 13 in Meißen mit seiner künstlerischen Arbeit einen Neuanfang. Nach Beschlagnahme der Gärtnerei seines Arbeitgebers verlor er seinen Hauptunterhalt. Trotzdem entstand ein Ehrenmahnmal am Trinitatisfriedhof in Meißen unter seiner Mitwirkung, das am 1. Mai 1946 in Anwesenheit zahlreicher russischer Offiziere eingeweiht wurde. Im Jahr 1952 fertigte er die Sandsteinfigur Pandora als Kopie in der Dresdner Zwingerhütte für die Humboldt-Universität in Berlin Unter den Linden 6. 1953 war Türke auf der Dritten Deutschen Kunstausstellung in Dresden vertreten. Für die Stadt Meißen entwarf er 1958 das Mahnmal für die Verfolgten des Naziregimes. Gefertigt wurde das Mahnmal im Steinbruch der Firma Roter Granit. Die Einweihung fand am 22. Juni 1958 am Käthe-Kollwitz-Park in Meißen statt. Im Jahr 1968 beendete er aus gesundheitlichen Gründen sein künstlerisches Schaffen und gab sein Atelier auf. Im Alter von 88 Jahren verstarb er am 30. Januar 1972 und wurde auf dem Trinitatisfriedhof in Meißen im Familiengrab beigesetzt.

## Werk

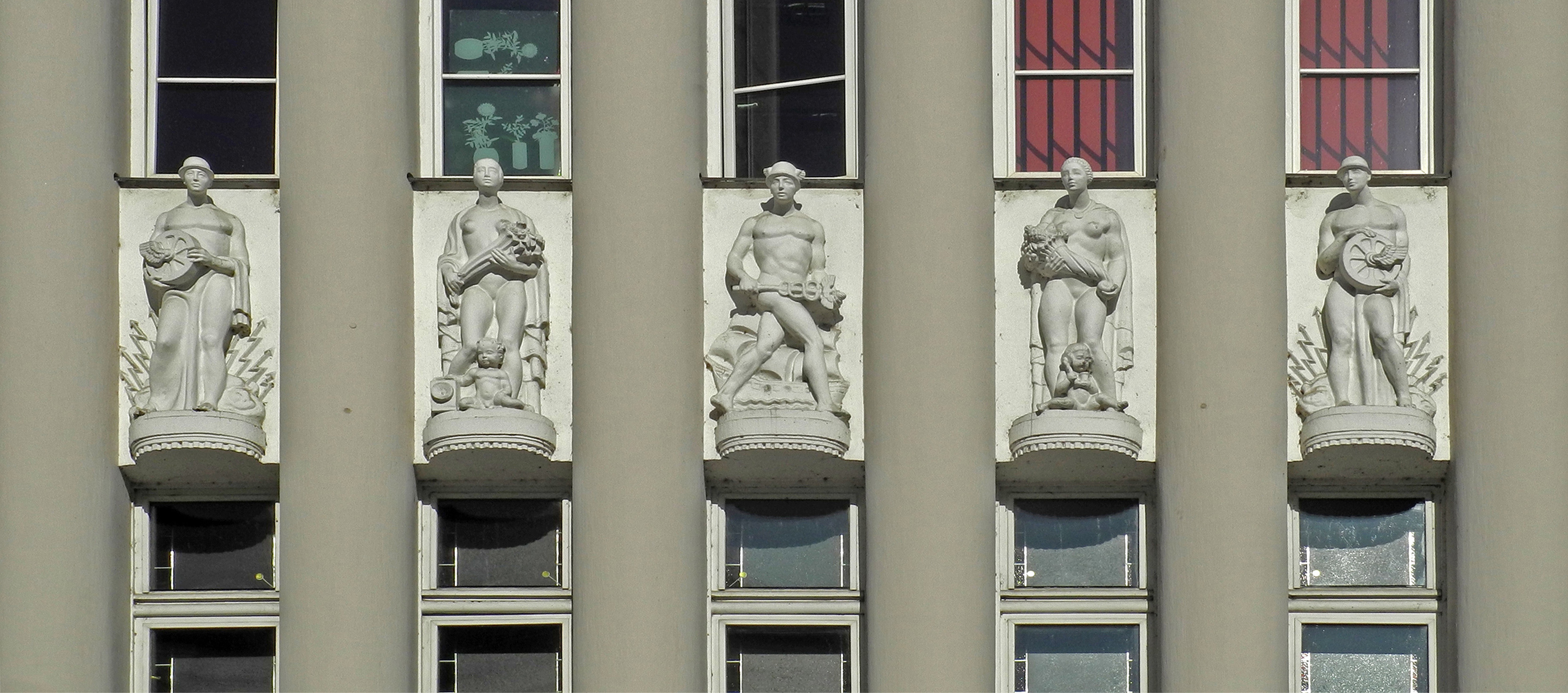
Fünf Figuren am Verwaltungsgebäude des Elektrizitätswerks in Bodenbach (1923)

Figuren am AOK-Verwaltungsgebäude in Dresden
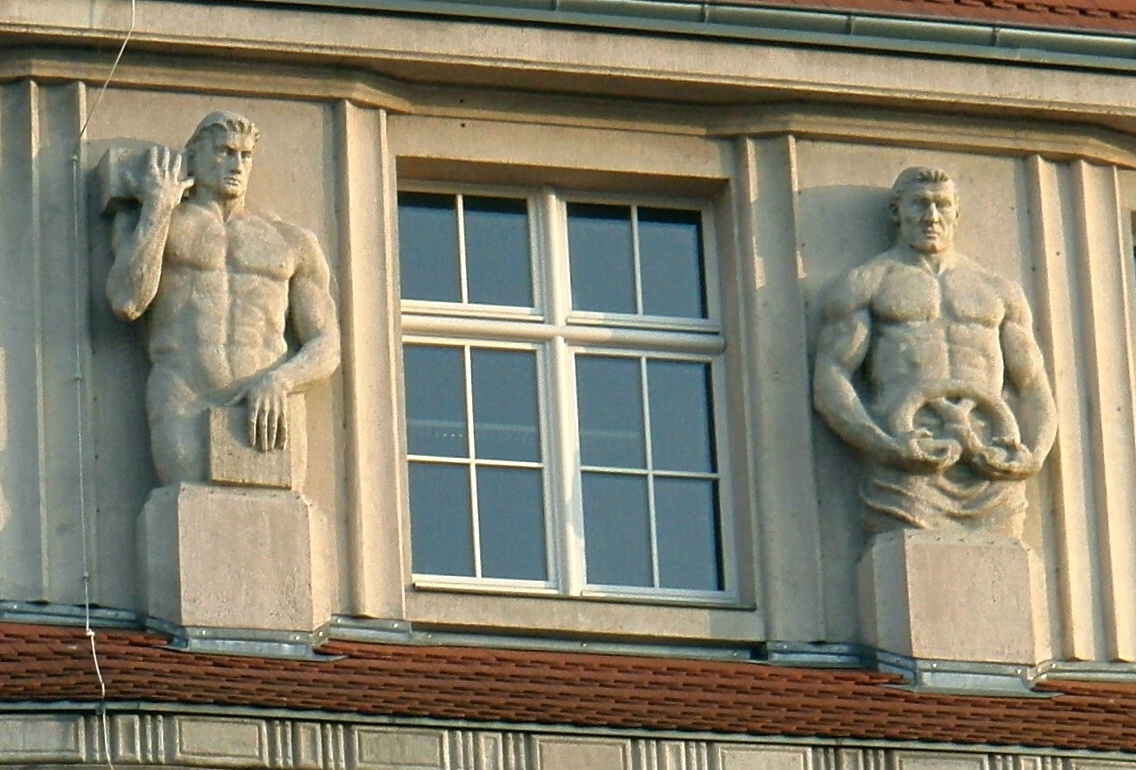
Arbeiter und Bäcker
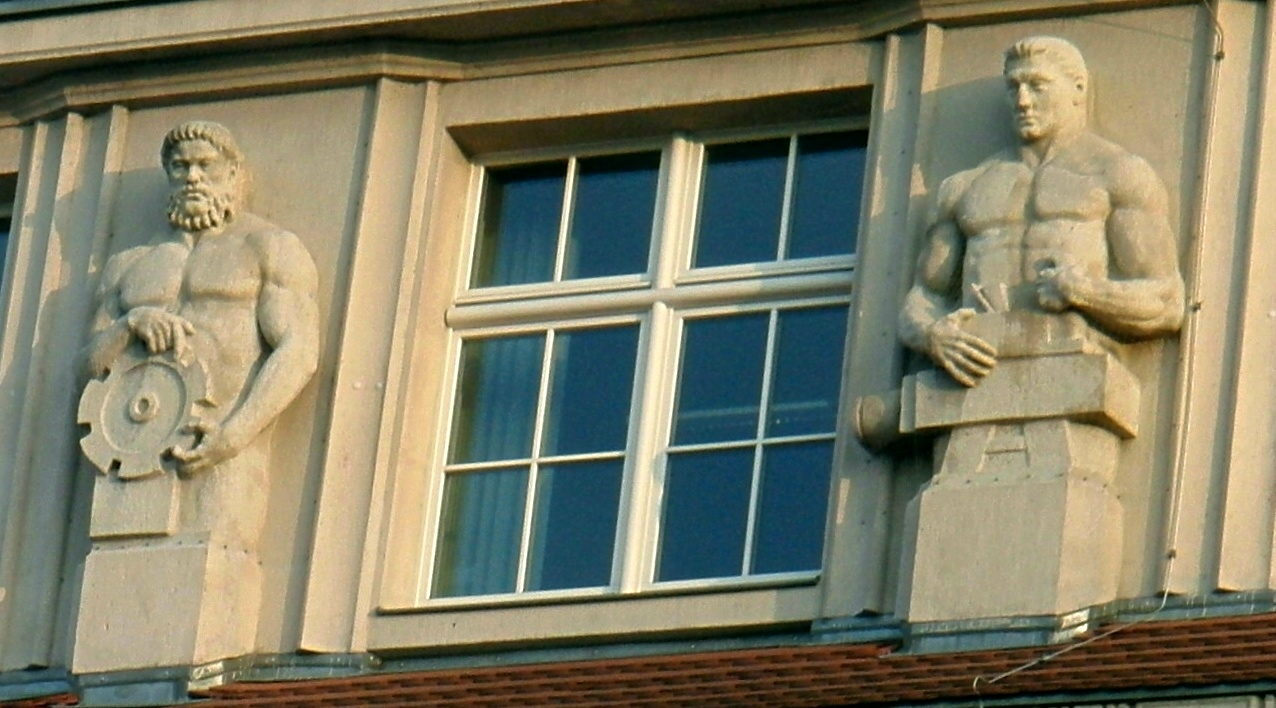
Schlosser und Tischler
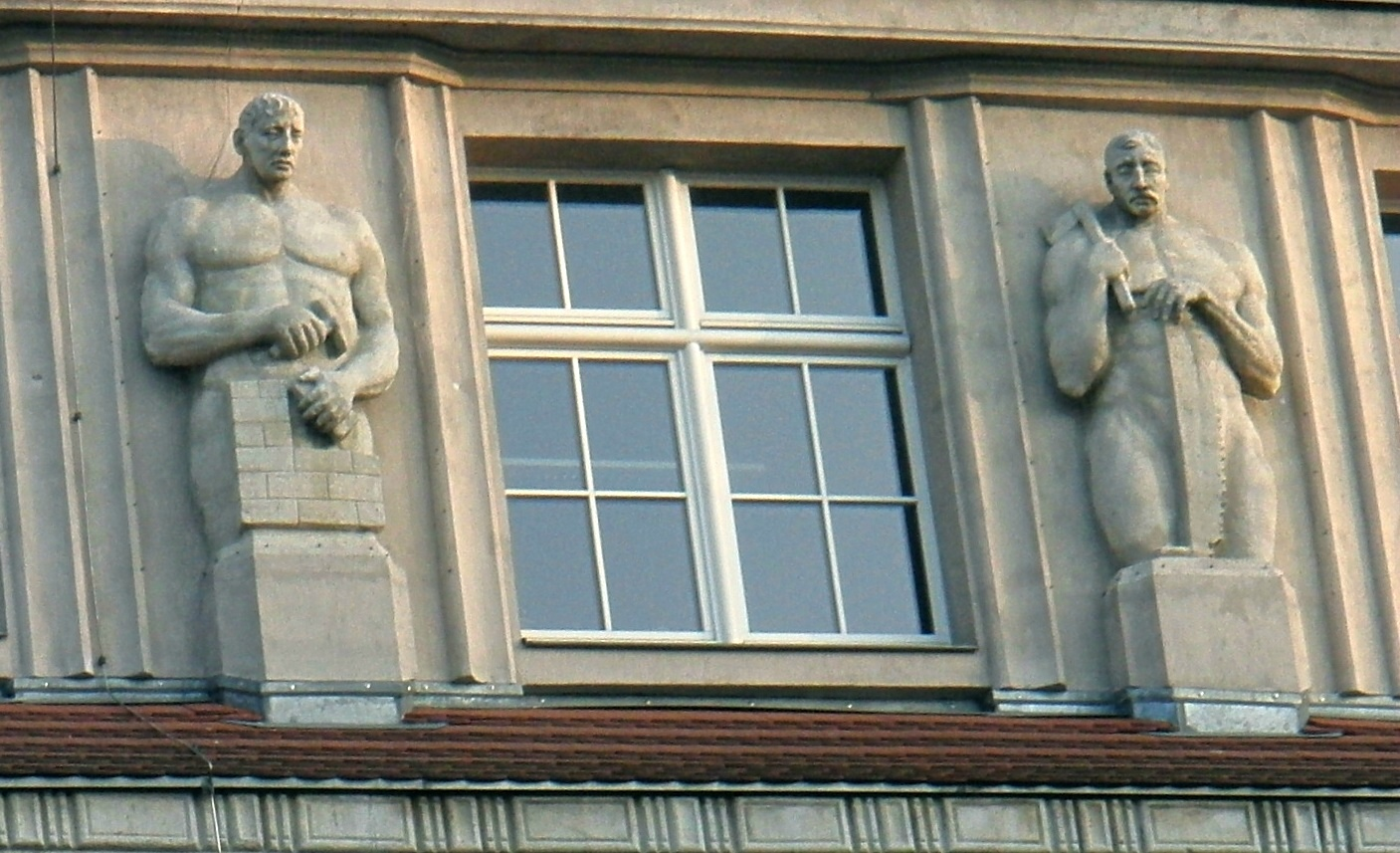
Maurer und Zimmermann
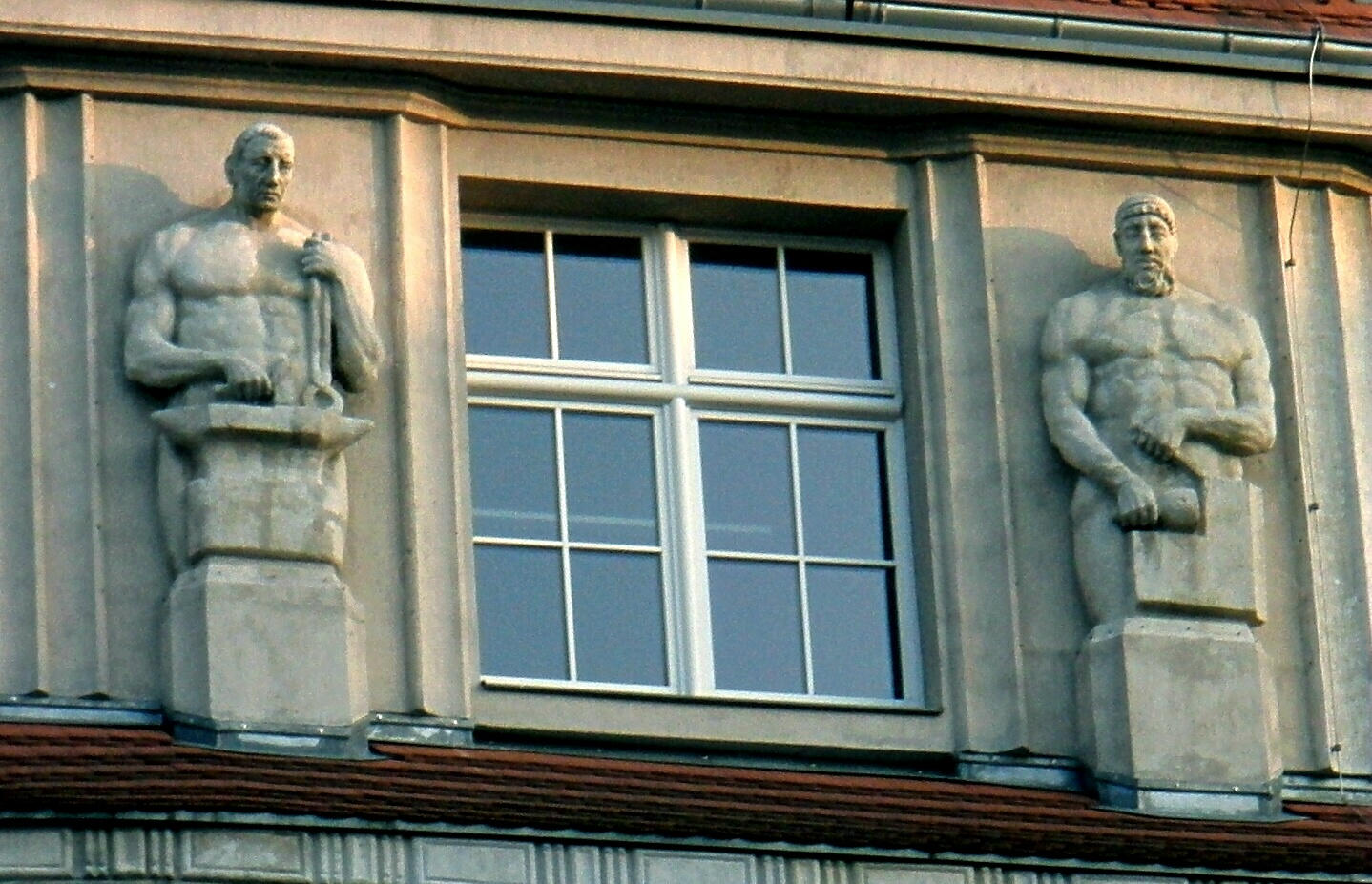
Schmied und Steinmetz

Türke schuf in seiner 60-jährigen Wirkungszeit über 650 Kunstwerke. Seine Arbeiten finden sich in Deutschland, Polen, Tschechien, der Slowakei und Frankreich, wie auch ebenso in vielen Museen und staatlichen und privaten Sammlungen. Er arbeitete mit den Materialien Holz, Keramik, Terrakotta, Sandstein, Marmor und Metall.
Türke schuf unter anderem folgende Werke:
- 1904: Relief Agnes, seine Schwester aus getöntem Gips, Privatbesitz in Bonn
- 1905: Weibliche Büste in Marmor, Privatbesitz in Freiberg
- 1906: Relief Agnes, seine Mutter aus getöntem Gips, Privatbesitz in Bonn
- 1908: Medaillen der Kunstakademie Dresden (Kleine und Große Medaille; in Bronze, Silber und Gold)
- 1910: Figur Madonna mit Kind aus getöntem Gips (nach der Madonna aus dem Meißner Dom), Privatbesitz in Blankenburg (Thüringen)
- 1912: Relief Baron Münchhausen in Sandstein am Pestalozzigymnasium in Bautzen (heute Nebengebäude B des Schiller-Gymnasiums)
- 1913: Figuren in Steinguss für das AOK-Verwaltungsgebäude in Dresden: Arbeiter, Tischler, Bäcker, Maurer, Schlosser, Schmied, Steinmetz und Zimmermann
- 1913: Relief Spinnerin in Sandstein am Rathaus Coßmannsdorf (heute zu Freital)
- 1918: Bronzebüste Maler Erich Buchwald-Zinnwald, verschollen
- 1918: Marmorbüste Arzt Karl Sudhoff, Universität Leipzig
- 1920: Bronzefiguren Tänzerin, vier verschiedene Ausführungen für die Kunstausstellung in Dresden
- 1920: Bronzebüste Franz Weschke, Bildhauer, Ausführungen für die Kunstausstellung in Dresden
- 1920: Kriegerdenkmal Unsere Helden aus Sandstein für die Gemeinde Trachau, 1950 zerstört
- 1920: Sandsteinfigur Phlegma im Westendpark (heute Fichtepark) in Dresden, verschollen
- 1921: Kriegerdenkmal Unsere Enkel werden uns rächen in Sandstein für die Gemeinde Gohrisch, um 1955 zerstört
- 1921: überlebensgroße Sandsteinfigur Schreitende für die Stadt Dresden, Ausstellung von 1927 bis 1930, Kriegsverlust
- 1922: Sandsteinplastik Putto mit Bienenkorb und Geldsack an der Sparkasse in Kirschau
- 1923: fünf lebensgroße Sandsteinfiguren, Ornamentrahmen des Eingangs sowie mehrere Ornamente und Reliefs in Steinguss für das Verwaltungsgebäude der Nordböhmische Elektrizitätswerke AG in Bodenbach (Elbe) (heute Děčín)
- 1924: Skulptur Apostel Johannes und mehrere Ornamente und Reliefs für die Johanneskirche in Kirschau
- 1924: Kriegerdenkmal in Kirschau
- 1924: Kriegerdenkmal in Papstdorf
- 1924: Kriegerdenkmal auf dem Markusfriedhof in Dresden
- 1925: Kriegerdenkmal Für unsere gestorbenen Soldaten auf dem Nordfriedhof in Dresden
- 1926: Sandsteinfiguren Gerechtigkeit und Weisheit am Rathaus in Sohland an der Spree
- 1928: Holzskulpturen Mandolinenspieler und Liegende im Bahnhofsrestaurant in Meißen
- 1928: Bronzeplastik Susanne, Staatliche Kunstsammlungen Dresden
- 1929: Steinguss-Reliefs Lehrer mit Kind und Mutter mit Kind am Johann-Heinrich-Pestalozzi-Gymnasium in Rodewisch[11]
- 1929: Bronzeplastik Christus am Kreuz an der Aussegnungshalle auf dem Alten Annenfriedhof in Dresden
- 1930: Steingussfigur Bergmann am Ärztehaus in Oelsnitz/Erzgeb.
- 1935: Kriegerdenkmal Unseren Gefallenen in Sandstein im Stadtpark von Dippoldiswalde, nach 1945 zerstört
- 1936: Steingussfigur Susanna, Zentralinstitut für Kunstgeschichte in München

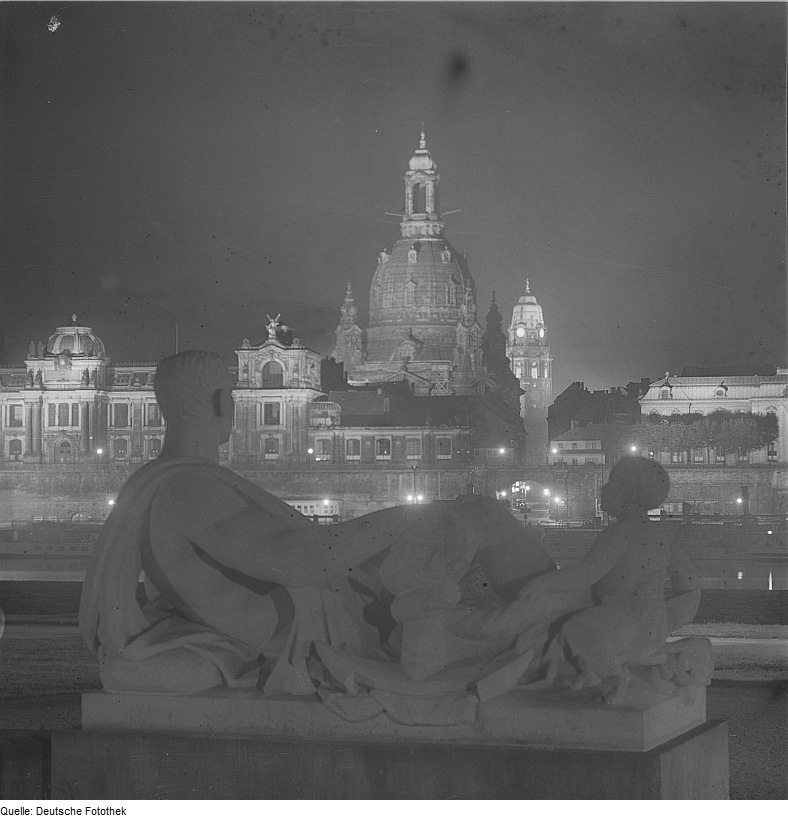
Rückansicht der Figurengruppe Schifffahrt am Narrenhäusel in Dresden

- 1936: Überlebensgroße Sandsteinfigurengruppe Schifffahrt / Schifferei am Elbufer in Dresden, Kriegsverlust[12][13]
- 1940: Gipsfigur Der Rufer als Modell für einen Bronzeguss, Staatliche Kunstsammlungen Dresden
- 1944: Marmorbüste Heinrich von Treitschke, Staatliche Kunstsammlungen Dresden
- 1947: Vortragekreuz in Holz und Kupfer für die Kapelle des Annenfriedhofs in Dresden
- 1952: Sandsteinfigur Pandora als neue Kopie für die Humboldt-Universität in Berlin
- 1953: Bronzebüsten von Wilhelm Pieck, Oskar Burkhardt (Maler) und Karl Marx, Stadtmuseum Meißen
- 1958: Mahnmal für die Verfolgten des Naziregimes aus Granit im Käthe-Kollwitz-Park in Meißen[10] (Entwurf von Lea Grundig)[14]
- 1957: Bronzerelief Albert Fromme im Krankenhaus Dresden-Friedrichstadt

## Auszeichnungen und Ehrungen
- 1903: Belobigungsdekret der Dresdner Kunstgewerbeschule
- um 1910: die große Anerkennungsmedaille in Silber der Kunstakademie Dresden
- 1911: die kleine Anerkennungsmedaille in Gold der Kunstakademie Dresden
- 1916: Eisernes Kreuz
- 1958: Kunstpreis der Stadt Meißen